# Bisdom Barinas
Het bisdom Barinas (Latijn: Dioecesis Barinensis) is een rooms-katholiek bisdom met als zetel Barinas, hoofdstad van de staat Barinas, in Venezuela. Het beslaat de gehele provincie Barinas. Het bisdom is suffragaan aan het aartsbisdom Mérida. 

## Geschiedenis
Het bisdom werd opgericht op 23 juli 1965, uit delen van het bisdom Calabozo en het aartsbisdom Mérida. 

## Parochies
Het bisdom had in 2020 een oppervlakte van 35.200 km2 en telde 976.000 inwoners waarvan 80,3% rooms-katholiek was.

## Bisschoppen
- Rafael Angel González Ramírez (23 juli 1965 - 1 augustus 1992)
  - José Vicente Henriquez Andueza (hulpbisschop: 26 juni 1980 - 1985)
  - Alejandro Figueroa Medina (hulpbisschop: 12 maart 1986 - 21 februari 1995)
- Antonio José López Castillo (1 augustus 1992 - 27 december 2001)
- Ramón Antonio Linares Sandoval (16 juli 2002 - 30 augustus 2013)
- José Luis Azuaje Ayala (30 augustus 2013 - 24 mei 2018)
- Jesús Alfonso Guerrero Contreras (21 december 2018 - heden)

## Galerij van afbeeldingen

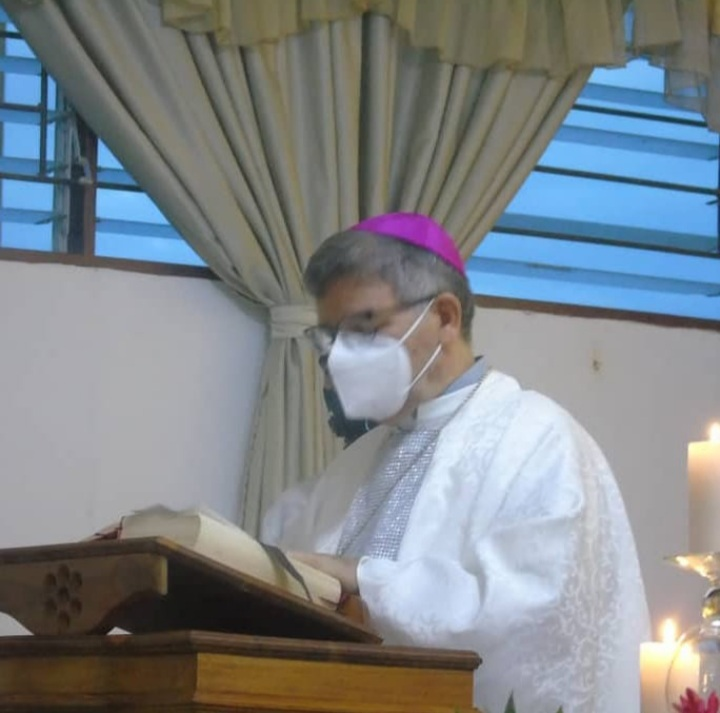
Bisschop Jesús Alfonso Guerrero Contreras

Mérida (aartsbisdom) · Barinas · Guasdualito · San Cristóbal de Venezuela · Trujillo